# تراجی پی. هنسون
تراجی پی. هنسون (به انگلیسی: Taraji Penda Henson) (زاده ۱۱ سپتامبر ۱۹۷۰) بازیگر و خواننده‌ی آمریکایی است. از فیلم‌هایی که او در آن بازی کرده‌است، می‌توان به مورد عجیب بنجامین باتن و عمل بد اشاره کرد.

## فیلم‌شناسی

### فیلم
| سال  | عنوان                                                                  | نقش                |
| ---- | ---------------------------------------------------------------------- | ------------------ |
| ۲۰۰۰ | ماجراهای راکی و بولوینکل                                               | دانش آموز (صدا)    |
| ۲۰۰۰ | مدرسهٔ استن برای دختران                                                 | پیج                |
| ۲۰۰۱ | او نوشت قاتل: آخرین مرد آزاد                                           | بس پینکنی          |
| ۲۰۰۱ | بچه پسر                                                                | ایوت               |
| ۲۰۰۲ | کافی                                                                   | آنا هیلر           |
| ۲۰۰۲ | کتاب عشق                                                               | قرار شماره ۴       |
| ۲۰۰۴ | نمایش مو                                                               | تیفانی             |
| ۲۰۰۵ | شتاب و طغیان                                                           | شاگ                |
| ۲۰۰۵ | چهار برادر                                                             | کمیل مرسر          |
| ۲۰۰۵ | جانوران                                                                | رامونا             |
| ۲۰۰۶ | یک چیز جدید                                                            | ندرا               |
| ۲۰۰۷ | آس‌های دودی                                                             | شاریس واترز        |
| ۲۰۰۷ | با من حرف بزن                                                          | وِرنِل واتسون        |
| ۲۰۰۸ | خانوادهٔ دعاگو                                                          | پم ایوانز          |
| ۲۰۰۸ | مورد عجیب بنجامین باتن                                                 | کویینی             |
| ۲۰۰۹ | به آسانی شکسته نمی‌شود                                                  | چارلی کلارک جانسون |
| ۲۰۰۹ | فصل طوفان                                                              | داینا کالینز       |
| ۲۰۰۹ | من خودن تنهایی می‌توانم کار بدانجام دهم                                 | آپریل جونز         |
| ۲۰۱۰ | شب قرار                                                                | کارآگاه آریو       |
| ۲۰۱۰ | بچه کاراته کار                                                         | شری پارکر          |
| ۲۰۱۰ | روزنهٔ جهان                                                             | ماری               |
| ۲۰۱۰ | یکبار سقوط کرده                                                        | پیرل               |
| ۲۰۱۱ | دکتر خوب                                                               | پرستار ترسا        |
| ۲۰۱۱ | از من بگیر: داستان تیفانی رابین Taken from Me: The Tiffany Rubin Story | تیفانی رابین       |
| ۲۰۱۱ | لری کراون                                                              | بلا                |
| ۲۰۱۱ | کوین هارت: به دردم بخند (مستند)                                        | تراجی              |
| ۲۰۱۱ | از روگ                                                                 | کاتانا استارکس     |
| ۲۰۱۲ | مثل یک مرد فکر کن                                                      | لورن هریس          |
| ۲۰۱۳ | دیوانگی ماداگاسکار                                                     | اوکاپی             |
| ۲۰۱۴ | همچنان مثل یک مرد فکر کن                                               | لورن هریس          |
| ۲۰۱۴ | فصل زندگی                                                              | جکی                |
| ۲۰۱۴ | پنج‌تای برتر                                                            | خودش               |
| ۲۰۱۴ | عمل بد                                                                 | تری گرنجر          |
| ۲۰۱۶ | بیمه عمر                                                               | سامانتا تورمن      |
| ۲۰۱۶ | ارقام پنهان                                                            | کاترین جانسون      |
| ۲۰۱۸ | رنجش تیلر پری                                                          | ملیندا گیل         |
| ۲۰۱۸ | رالف اینترنت را خراب می‌کند                                             | یسسس (صدا)         |
| ۲۰۱۹ | آنچه مردان می‌خواهند                                                    | الی دیویس          |
| ۲۰۱۹ | بهترین دشمنان                                                          | آن اتواتر          |
| ۲۰۲۰ | کافی و کریم                                                            | مادر کریم          |
| ۲۰۲۲ | مینیون‌ها: ظهور گرو                                                     | بِل باتوم (صدا)     |
| ۲۰۲۳ | سگ‌های نگهبان: فیلم بزرگ                                                | ویکتوریا ونس (صدا) |
| ۲۰۲۳ | رنگ ارغوانی                                                            | شاگ اَوری           |

### سریال
| سال(ها)    | عنوان                                                          | نقش(ها)           | اپیزود                            |
| ---------- | -------------------------------------------------------------- | ----------------- | --------------------------------- |
| ۱۹۹۷–۱۹۹۸  | فرد باهوش Smart Guy                                            | مونیگو            | ۳ اپیزود                          |
| ۱۹۹۹       | خواهر، خواهر Sister, Sister                                    | لزلی              | اپیزود: "Two's Company"           |
| ۱۹۹۸       | بخش فوریت‌های پزشکی                                             | الن               | اپیزود: "Split Second"            |
| ۲۰۰۲–۲۰۰۴  | بخش The Division                                               | بازرس واشینگتن    | ۱۴ اپیزود                         |
| ۲۰۰۴       | همهٔ ما All of Us                                               | کیم               | اپیزود: "In Through the Out Door" |
| ۲۰۰۵       | دکتر هاوس                                                      | مویرا             | اپیزود: "Spin"                    |
| ۲۰۰۶       | سی‌اس‌آی                                                         | کریستینا          | اپیزود: "I Like to Watch"         |
| ۲۰۰۷–۲۰۰۸  | بوستون لیگال                                                   | ویتنی روم         | ۱۷ اپیزود                         |
| ۲۰۰۸       | الی استون Eli Stone                                            | آنجلا اسکات       | اپیزود فصل‌های ۲ و ۳               |
| ۲۰۱۰       | کلیولند شو                                                     | چنل ویلیامز (صدا) | اپیزود: "Brotherly Love"          |
| ۲۰۱۱–۲۰۱۵  | مظنون                                                          | کارآگاه جاس کارتر | ۵۵ اپیزود                         |
| ۲۰۱۵–اکنون | امپراتوری                                                      | کوکی لیون         | شخصیت اصلی                        |
| ۲۰۱۵       | پخش زنده شنبه شب                                               | خودش              | اپیزود ۱۱ آوریل                   |
| ۲۰۱۵       | زنده !با کلی و میشل Live! with Kelly and Michael               | خودش              | اپیزود ۱۶ مارچ                    |
| ۲۰۱۶       | عصر یخبندان: تخم مرغ فراری بزرگ Ice Age: The Great Egg-Scapade | اتل               | صداپیشه                           |